# 生田原川
生田原川（いくたわらがわ）は北海道の湧別川水系湧別川に合流する一級河川。

## 地理
北海道紋別郡遠軽町南部、旭峠北東の旧生田原町と旧丸瀬布町の境付近が水源。概ね北東から北に流れる。旧生田原町中心部で浦島内川、生田原安国付近で旭野川、生田原水穂付近で仁田布川を合流し、遠軽町役場北東の遠軽町向遠軽で湧別川に合流する。国道242号、JR石北本線など重要な交通路が並行する。
1975年（昭和50年）10月（浸水家屋2戸）、1979年（昭和54年）10月（浸水面積2ha、農地浸水2ha、浸水家屋11戸）、1981年（昭和56年）8月（浸水面積3ha、農地浸水3ha）、2001年（平成13年）7月（家屋6戸）、2006年（平成18年）10月（家屋12戸、農地13ha）に浸水被害が発生している。

## 名称の由来
アイヌ語の「イクタラ（iktara）」（笹）に由来し、川筋に笹が多く生えていることから名づけられたとされる。

## 流域の自治体
北海道
紋別郡遠軽町

## 主な支流
- 浦島内川
- 旭野川
- 仁田布川